# San Sebastián
San Sebastián (baskisk: Donostia) er en by i regionen Baskerlandet i det nordlige Spanien, med et indbyggertal (pr. 2021) på cirka 188.000. Byen ligger ved kysten til Biscayabugten.
San Sebastián blev grundlagt i år 1180.